# David Medina
David Medina Díaz de López más conocido como David Medina (Barcelona, España, 25 de julio de 1982) es un futbolista español, que actualmente milita en el C.E. L'Hospitalet, del Grupo 3 de la Segunda División B.
Es un centrocampista polivalente que puede jugar como de pivote defensivo, como central y como lateral. Le gusta salir de atrás con el balón controlado. Otro de sus activos es el juego de contacto, gracias a su perfil de un futbolista contundente y seguro en la retaguardia.

## Trayectoria
Su debut como profesional se produjo en la temporada 2002-2003 en la Tercera División con los colores del Club Esportiu Premià. Su buena temporada le llevaron al club grana el año posterior donde jugó dos temporadas, una en Segunda División B y otra en Segunda División de España respectivamente. Sus dos años cedidos en equipos de la división de bronce como eran el Centre d'Esports Sabadell Futbol Club y en el Racing Club de Ferrol le hicieron, en el año 2007, retornar a Tarragona, donde militó cuatro temporadas.
A la conclusión de la campaña 2010/11 firmó por el CD Tenerife, recién descendido a Segunda B, donde estuvo ligado hasta el ascenso de éste a Segunda A.
El 8 de enero de 2014, se anunció su fichaje por el CF Reus Deportiu y en julio del mismo año recala en el Sestao River Club.
En junio de 2015 el C.E. L'Hospitalet anuncia su fichaje para la temporada 2015-16.

## Clubes
| Club                                  | País   | Año         |
| ------------------------------------- | ------ | ----------- |
| Club Esportiu Premià                  | España | 2002 - 2003 |
| Nàstic de Tarragona                   | España | 2003 - 2005 |
| Centre d'Esports Sabadell Futbol Club | España | 2005 - 2006 |
| Racing de Ferrol                      | España | 2006 - 2007 |
| Nàstic de Tarragona                   | España | 2007 - 2011 |
| CD Tenerife                           | España | 2011 - 2013 |
| CF Reus Deportiu                      | España | 2014        |
| Sestao River Club                     | España | 2014-2015   |
| C.E. L'Hospitalet                     | España | 2015-2016   |
| Remolins-Bítem U.E.                   | España | 2016        |